# Kokoro Fujii

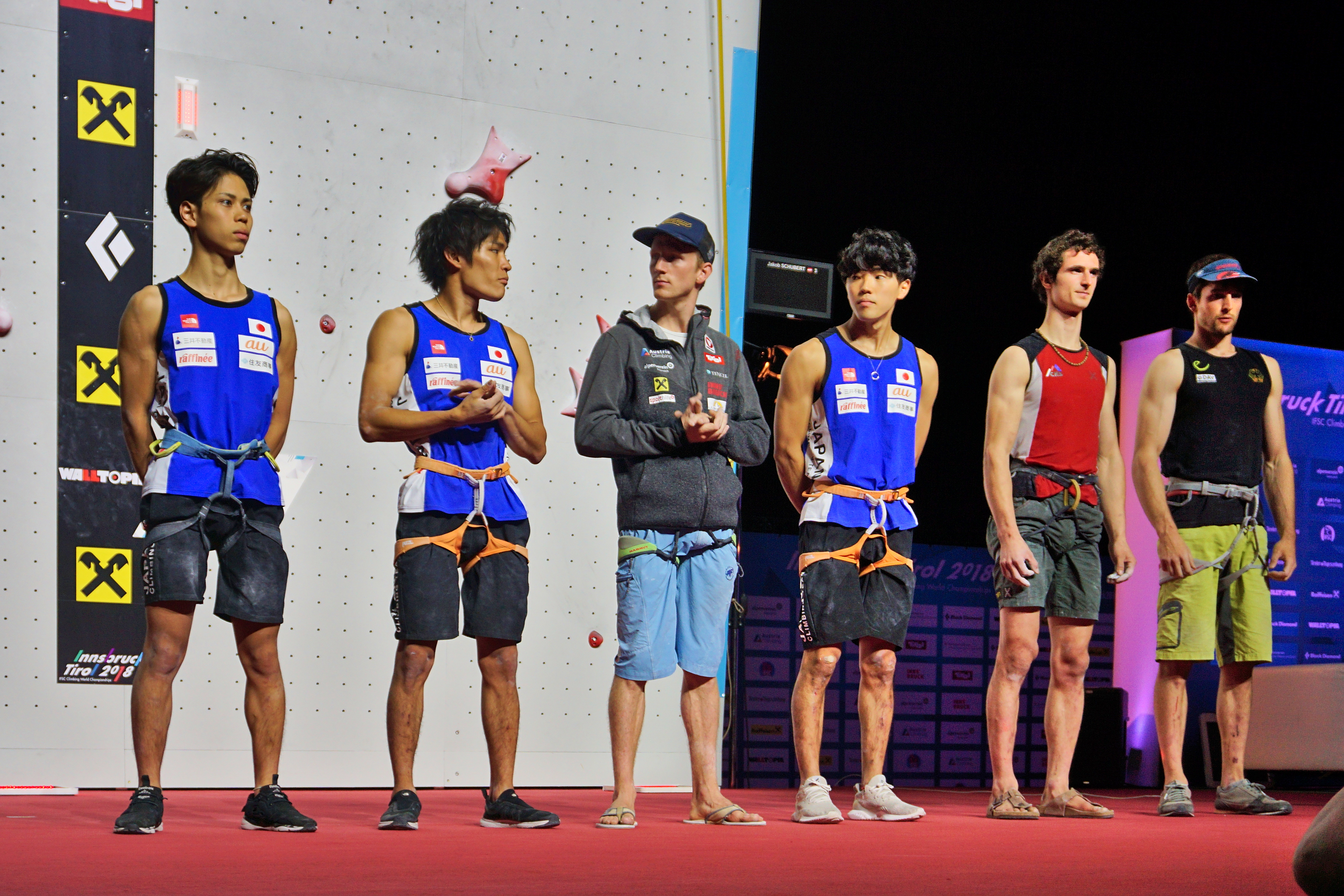
MŚ 2018, Innsbruck. Finaliści wspinaczki łącznej czwarty z lewej Kokoro Fujii.

Kokoro Fujii (jap. 藤井 快 Fujii Kokoro; ur. 30 listopada 1992, Shizuoka w prefekturze Shizuoka) – japoński wspinacz sportowy, specjalizujący się w boulderingu, prowadzeniu oraz we wspinaczce łącznej. Wicemistrz igrzysk azjatyckich z 2018 oraz wielokrotny medalista, pięciokrotny mistrz Azji.

## Kariera sportowa
Uczestnik zawodów wspinaczkowych World Games we Wrocławiu w boulderingu w 2017 roku, gdzie zajął 7 miejsce. Srebrny medalista igrzysk azjatyckich z Dżakarty z 2018 roku we wspinaczce łącznej.
W 2019 na mistrzostwach świata w Hachiōji w boulderingu zajął 4 miejsce, a we wspinaczce łącznej był 6. Zajęcie tak wysokich miejsc w tym w klasyfikacji generalnej wspinaczki łącznej nie zapewniło mu kwalifikacji olimpijskich na IO 2020 w Tokio we wspinaczce sportowej. Powodem był fakt, że na igrzyska mogło uzyskać awans tylko 2 zawodników z jednego państwa, ubiegli go; Tomoa Narasaki, Kai Harada oraz Meichi Narasaki. Kokoro Fujii był dopiero 4 Japończykiem na tych mistrzostwach świata, które były jednocześnie kwalifikacjami na igrzyska. Wystartował w 2019 roku w Tuluzie w światowych zawodach kwalifikacyjnych, które wygrał, udowadniając i mając nadzieję na wyjazd na igrzyska jest jeszcze dla niego możliwy (Meichi Narasaki był trzeci na tych zawodach).
Multimedalista mistrzostw Azji (łącznie 7 medali w tym 5 tytułów mistrza) we wspinaczce sportowej w latach 2017 - 2019:
- w konkurencji boulderingu;
  - mistrzostwo Azji (1x) – 2017
  - vice mistrzostwo Azji (1x) – 2019
- w konkurencji prowadzenia;
  - mistrzostwo Azji (3x) – 2017, 2018, 2019
- we wspinaczce łącznej;
  - mistrzostwo Azji (1x) – 2019
  - vice mistrzostwo Azji (1x) – 2018

Uczestnik, prestiżowych, elitarnych zawodów wspinaczkowych Rock Master we włoskim Arco, gdzie w roku 2014 zajął 5. miejsce w boulderingu.

## Osiągnięcia

### Mistrzostwa świata
| Konkurencje       | 2014  | 2016  | 2018 | 2019 |
| Bouldering        | 27-28 | 12-13 | 5    | 4    |
| Prowadzenie       | —     | —     | 27   | 14   |
| Wsp. na czas      | —     | —     | 36   | 29   |
| Wspinaczka łączna | —     | —     | 6    | 6    |

### Igrzyska azjatyckie
| Konkurencje       | 2018 |
| Wsp. na czas      | 23   |
| Wspinaczka łączna | 2    |

### World Games
| Konkurencje | 2017 |
| Bouldering  | 7    |

### Mistrzostwa Azji
| Konkurencje       | 2015 | 2016 | 2017 | 2018 | 2019 |
| Bouldering        | 5    | —    | 1    | 4    | 2    |
| Prowadzenie       | —    | —    | 1    | 1    | 1    |
| Wsp. na czas      | —    | —    | 28   | 30   | 24   |
| Wspinaczka łączna | —    | —    | —    | 2    | 1    |

### Rock Master
| Konkurencje | 2014 |
| Bouldering  | 5    |